# وازگن پوغوسیان
وازگن والودیایی پوغوسیان (ارمنی: Վազգեն Վալոդյայի Պողոսյան؛ زادهٔ ۱ نوامبر ۱۹۵۱) یک سیاستمدار، استاد سازه اهل ارمنستان است که از تاریخ ۱۹۹۵ تا تاریخ ۱۹۹۹ سمت نمایندگی دوره اول مجلس ملی جمهوری ارمنستان را برعهده داشت.

## زندگی‌نامه
در ۱ نوامبر ۱۹۵۱ در گغهوویت به دنیا آمد و از انستیتو ساخت‌وساز دنیپروپتروفسک فارغ‌التحصیل شد. وی همچنین برنده نشان آنانیا شیراکاتسی (۲۰۰۴) و جوایز دولتی جمهوری ارمنستان (۲۰۰۱) شده است.

## یادداشت
1. ↑  տեխնիկական գիտությունների դոկտոր
2. ↑  շինարար
3. ↑  Դնեպրոպետրովսկի շինարարական ինստիտուտ